# Universidad Simón Bolívar (México)
La Universidad Simón Bolívar  (USBMéxico) es una universidad católica privada, de carisma franciscano, ubicada en Mixcoac, Ciudad de México. Actualmente imparte 13 licenciaturas, 7 maestrías, 3 especialidades en línea y 1 doctorado en línea.

## Historia
Inició sus servicios en 1944 cuando las Hermanas Franciscanas de la Inmaculada Concepción iniciaron un proyecto de formación a partir de los niveles básicos de la educación, con la creación de los niveles Preescolar y Primaria se constituyó el Colegio Simón Bolívar. En el año de 1952, se dio apertura a la Escuela Normal de Educación Primaria, siendo este el primer programa de formación profesional. En 1981 la Universidad Simón Bolívar surgió como la conocemos hoy en día, impartiendo las licenciaturas de Diseño Gráfico y Biología, desde entonces la única universidad privada en el área metropolitana en impartir esta última. Al día de hoy la USB México cuenta con 24 programas de licenciatura y posgrado.

## Licenciaturas
- Administración de Empresas
- Comercio Exterior y Gestión Aduanera
- Contaduría
- Comunicación y Multimedios
- Derecho
- Diseño de la Comunicación Visual
- Biología
- Biotecnología
- Bioquímica clínica
- Ingeniería en alimentos
- Químico Farmacéutico Biólogo
- Tecnologías de la Información de los Negocios
- Ingeniera en Telecomunicaciones

## Maestrías
- Administración de Sistemas de Productividad y Calidad
- Ciencias Administrativas
- Ciencias Ambientales
- Comunicación para la Acción Política y Social
- Comunicación Visual
- Docencia Universitaria
- Diseño de Proyectos Multimedia

## Doctorado
- Doctorado en Comunicación Audiovisual Estratégica

## Especialidades
- Especialidad en logística
- Especialidad en Mercadotecnia Estratégica
- Especialidad en Gestión Educativa y Talento Humano

## Campus
El edificio principal donde se ubica la Rectoría, así como algunas oficinas administrativas, data del siglo XVIII, siendo una de las residencias protegidas de la zona.

### Biblioteca
La biblioteca de la universidad se encuentra ubicada en una casona que data de la época colonial donde posteriormente el general José Joaquín de Herrera instaló su gobierno provisional durante la intervención estadounidense en México de 1848, convirtiendo el edificio en un monumento histórico de la nación.